# Ligaria quadrinotata
Ligaria quadrinotata es una especie de mantis de la familia Mantidae.

## Distribución geográfica
Se encuentra en Etiopía, Kenia, Tanzania, Zambia,  Transvaal, Pretoria (Sudáfrica).